# Musikjahr 1993
Liste der Musikjahre

◄◄ | ◄ | 1989 | 1990 | 1991 | 1992 | Musikjahr 1993 | 1994 | 1995 | 1996 | 1997 | ► | ►►

Weitere Ereignisse · Country-Musik
Dieser Artikel behandelt das Musikjahr 1993.

## Ereignisse

### Populäre Musik
- 01. März: Der britische Komponist und Multiinstrumentalist Mike Oldfield startet in New York City seine Tubular Bells II/20th Anniversary Tour, auf der er sein Album Tubular Bells II vorstellt und zudem sein 20-jähriges Karrierejubiläum begeht.
- 12. März: Der britische Singer-Songwriter Sting startet in London seine Ten Summoner’s Tales Tour.
- 13. April: Peter Gabriel startet seine Secret World Tour, um sein 1992 erschienenes Album Us zu promoten.
- 15. Mai: Niamh Kavanagh gewinnt in Millstreet mit dem Lied In Your Eyes für Irland die 38. Auflage des Eurovision Song Contest.
- 21. Mai: Die britische Synthie-Pop-/Synth-Rock-Band Depeche Mode startet in Lille ihre Devotional Tour. Die Tournee endet nach 95 Konzerten am 20. Dezember 1993 im Wembley Arena in London.
- 06. Juni: Die Sängerin Tina Turner startet im Lawlor Events Center in Reno ihre What’s Love? Tour. Die Tournee endet nach 86 Konzerten am 18. November 1993 in Wellington.
- 07. Juni: Prince ändert an seinem 35. Geburtstag seinen Künstlernamen in ein unaussprechbares Symbol.
- 01. Juli: Der ehemalige DDR-Jugendsender DT64 wird in Sputnik umbenannt und somit Bestandteil des Mitteldeutschen Rundfunks.
- 31. August: Mariah Carey veröffentlicht mit Music Box das erfolgreichste Album des Jahres 1993. Das Album verkaufte sich weltweit über 30 Millionen Mal und die Singles über 14 Millionen Mal.
- 10. September: Die Single Schrei nach Liebe der wiedergegründeten Berliner Punkrockband Die Ärzte erscheint.
- 10. September: Der US-amerikanische Singer-Songwriter Billy Joel startet in Portland seine River of Dreams Tour.
- 19. Oktober: Das zweite Studioalbum Vs. der Grungeband Pearl Jam wird das zu dieser Zeit schnellstverkaufte Album aller Zeiten. Knapp eine Woche nach dessen Veröffentlichung sind bereits 1.000.000 Exemplare verkauft.
- 18. November: Für die Sendung MTV Unplugged spielt die Grunge-Band Nirvana ein Konzert in New York, das später auf CD veröffentlicht wird.
- 01. Dezember: Der deutsche Musikfernsehsender VIVA nimmt den Sendebetrieb auf.
- Die deutsche Band Die Ärzte feiert ihre Wiedervereinigung.

### Klassische Musik und Musiktheater
- 22. März: Steven Spielbergs Holocaust-Drama Schindlers Liste wird mit sieben Academy Awards ausgezeichnet, unter anderem in der Kategorie Bester Film. Auch die Filmmusik von John Williams erhält einen Oscar.
- 14. Mai: Uraufführung der Oper Orphée von Philip Glass
- 04. Dezember: Im Großen Haus der Württembergischen Staatstheater in Stuttgart wird das abendfüllende Handlungsballett Mata Hari von Renato Zanella (Choreografie und Libretto) nach Musik von Dmitri Schostakowitsch vom Stuttgarter Ballett uraufgeführt.
- Das Musical John & Jen mit Musik von Andrew Lippa und Texten von Tom Greenwald wird im Goodspeed Opera House in East Haddam uraufgeführt.
- Ingvar Lidholm erhält den Rolf-Schock-Preis.

### Film und Fernsehen
- Tina – What’s Love Got to Do with It? – US-amerikanische Filmbiografie von Brian Gibson

## Musikcharts

### Deutschland
| Singles                                      | Position | Alben                                                 |
| -------------------------------------------- | -------- | ----------------------------------------------------- |
|                                              |          |                                                       |
| All That She Wants Ace of Base               | 1        | The Bodyguard: Original Soundtrack Album (Soundtrack) |
| What Is Love Haddaway                        | 2        | Keep the Faith Bon Jovi                               |
| What’s Up? 4 Non Blondes                     | 3        | Happy Nation Ace of Base                              |
| Mr. Vain Culture Beat                        | 4        | Unplugged Eric Clapton                                |
| No Limit 2 Unlimited                         | 5        | Bigger, Better, Faster, More! 4 Non Blondes           |
| Informer Snow                                | 6        | Dangerous Michael Jackson                             |
| I Will Always Love You Whitney Houston       | 7        | Automatic for the People R.E.M.                       |
| Sing Hallelujah Dr. Alban                    | 8        | Off the Ground Paul McCartney                         |
| (I Can’t Help) Falling in Love with You UB40 | 9        | ABBA Gold – Greatest Hits ABBA                        |
| Living on My Own Freddie Mercury             | 10       | Chaos Herbert Grönemeyer                              |

Die längsten Nummer-eins-Singles
Lieder, die die meiste Zeit während eines anderen Jahres auf Platz eins der Charts verbrachten, werden hier nicht aufgeführt.
1. 4 Non Blondes – What’s Up? (10 Wochen)
2. Culture Beat – Mr. Vain (9 Wochen)
3. Ace of Base – All That She Wants (8 Wochen)

Die längsten Nummer-eins-Alben
Alben, die die meiste Zeit während eines anderen Jahres auf Platz eins der Charts verbrachten, werden hier nicht aufgeführt.
1. Various Artists – The Bodyguard: Original Soundtrack Album (11 Wochen)
2. 4 Non Blondes – Bigger, Better, Faster, More! (10 Wochen)
3. Depeche Mode – Songs of Faith and Devotion; Herbert Grönemeyer – Chaos (jeweils 6 Wochen)

Alle Nummer-eins-Hits und die Hits des Jahres

### Österreich
| Singles                                      | Position | Alben                                                                  |
| -------------------------------------------- | -------- | ---------------------------------------------------------------------- |
|                                              |          |                                                                        |
| What’s Up? 4 Non Blondes                     | 1        | The Bodyguard: Original Soundtrack Album Whitney Houston               |
| All That She Wants Ace of Base               | 2        | Bigger, Better, Faster, More! 4 Non Blondes                            |
| What Is Love Haddaway                        | 3        | Keep the Faith Bon Jovi                                                |
| No Limit 2 Unlimited                         | 4        | Aufgeigen stått niederschiassen Hubert von Goisern und die Alpinkatzen |
| (I Can’t Help) Falling in Love with You UB40 | 5        | Tell Me a Poem Papermoon                                               |
| Would I Lie to You? Charles & Eddie          | 6        | ABBA Gold – Greatest Hits ABBA                                         |
| Living on My Own Freddy Mercury              | 7        | Unplugged Eric Clapton                                                 |
| I Will Always Love You Whitney Houston       | 8        | Happy Nation Ace of Base                                               |
| Informer Snow                                | 9        | Zooropa U2                                                             |
| Mr. Vain Culture Beat                        | 10       | Wandering Spirit Mick Jagger                                           |

Die längsten Nummer-eins-Singles
Lieder, die die meiste Zeit während eines anderen Jahres auf Platz 1 der Charts verbrachten, werden hier nicht aufgeführt.
1. 4 Non Blondes – What’s Up? (13 Wochen)
2. Haddaway – What Is Love (9 Wochen)
3. Meat Loaf – I’d Do Anything for Love (But I Won’t Do That) (7 Wochen)

Die längsten Nummer-eins-Alben
Alben, die die meiste Zeit während eines anderen Jahres auf Platz eins der Charts verbrachten, werden hier nicht aufgeführt.
1. 4 Non Blondes – Bigger, Better, Faster, More! (10 Wochen)
2. Various Artists – The Bodyguard: Original Soundtrack Album (9 Wochen)
3. Alexander Bisenz – Gnadenlos (7 Wochen)

Alle Nummer-eins-Hits und die Hits des Jahres

### Schweiz
| Singles                                      | Position | Alben                                       |
| -------------------------------------------- | -------- | ------------------------------------------- |
|                                              |          |                                             |
| Somebody Dance with Me DJ BoBo               | 1        | Keep the Faith Bon Jovi                     |
| What Is Love Haddaway                        | 2        | Tutte storie Eros Ramazzotti                |
| All That She Wants Ace of Base               | 3        | Happy Nation Ace of Base                    |
| No Limit 2 Unlimited                         | 4        | The Bodyguard (Soundtrack)                  |
| What’s Up? 4 Non Blondes                     | 5        | ABBA Gold – Greatest Hits ABBA              |
| (I Can’t Help) Falling in Love with You UB40 | 6        | Bigger, Better, Faster, More! 4 Non Blondes |
| I Will Always Love You Whitney Houston       | 7        | Unplugged Eric Clapton                      |
| Sing Hallelujah Dr. Alban                    | 8        | Are You Gonna Go My Way Lenny Kravitz       |
| Cose della vita Eros Ramazzotti              | 9        | Je te dis vous Patricia Kaas                |
| Hope of Deliverance Paul McCartney           | 10       | No Limits! 2 Unlimited                      |

Die längsten Nummer-eins-Singles
Lieder, die die meiste Zeit während eines anderen Jahres auf Platz 1 der Charts verbrachten, werden hier nicht aufgeführt.
1. 4 Non Blondes – What’s Up? (14 Wochen)
2. Whitney Houston – I Will Always Love You (8 Wochen)
3. Meat Loaf – I’d Do Anything for Love (But I Won’t Do That) (6 Wochen)

Die längsten Nummer-eins-Alben
Alben, die die meiste Zeit während eines anderen Jahres auf Platz eins der Charts verbrachten, werden hier nicht aufgeführt.
1. 4 Non Blondes – Bigger, Better, Faster, More! (12 Wochen)
2. Various Artists – The Bodyguard: Original Soundtrack Album (9 Wochen)
3. Stephan Eicher – Carcassonne (8 Wochen)

Alle Nummer-eins-Hits und die Hits des Jahres

### Vereinigtes Königreich
| Singles                                                  | Position | Alben                                          |
| -------------------------------------------------------- | -------- | ---------------------------------------------- |
|                                                          |          |                                                |
| I’d Do Anything for Love (But I Won’t Do That) Meat Loaf | 1        | Bat Out of Hell II: Back into Hell Meat Loaf   |
| (I Can’ Help) Falling in Love with You UB40              | 2        | Automatic for the People R.E.M.                |
| All That She Wants Ace of Base                           | 3        | Everything Changes Take That                   |
| No Limit 2 Unlimited                                     | 4        | So Close Dina Carroll                          |
| Dreams Gabrielle                                         | 5        | So Far So Good Bryan Adams                     |
| Mr. Blobby                                               | 6        | One Woman – The Ultimate Collection Diana Ross |
| Oh Carolina Shaggy                                       | 7        | Promises and Lies UB40                         |
| What Is Love Haddaway                                    | 8        | Both Sides Phil Collins                        |
| I Will Always Love You Whitney Houston                   | 9        | Zooropa U2                                     |
| Mr. Vain Culture Beat                                    | 10       | Music Box Mariah Carey                         |

Die längsten Nummer-eins-Singles
Lieder, die die meiste Zeit während eines anderen Jahres auf Platz 1 der Charts verbrachten, werden hier nicht aufgeführt.
1. Meat Loaf – I’d Do Anything for Love (But I Won’t Do That) (7 Wochen)
2. Whitney Houston – I Will Always Love You; 2 Unlimited – No Limit (jeweils 5 Wochen)
3. Bluebells – Young at Heart; Take That – Pray; Culture Beat – Mr. Vain (jeweils 4 Wochen)

Die längsten Nummer-eins-Alben
Alben, die die meiste Zeit während eines anderen Jahres auf Platz eins der Charts verbrachten, werden hier nicht aufgeführt.
1. Meat Loaf – Bat Out of Hell II: Back into Hell (11 Wochen)
2. UB40 – Promises and Lies (7 Wochen)
3. R.E.M. – Automatic for the People; Jamiroquai – Emergency on Planet Earth (jeweils 3 Wochen)

Alle Nummer-eins-Hits und die Hits des Jahres

### Vereinigte Staaten
Die längsten Nummer-eins-Singles
Lieder, die die meiste Zeit während eines anderen Jahres auf Platz 1 der Charts verbrachten, werden hier nicht aufgeführt.
1. Whitney Houston – I Will Always Love You (9 Wochen)
2. Janet Jackson – That’s the Way Love Goes; Mariah Carey – Dreamlover (jeweils 8 Wochen)
3. Snow – Informer; UB40 – Can’t Help Falling in Love (jeweils 7 Wochen)

Die längsten Nummer-eins-Alben
Alben, die die meiste Zeit während eines anderen Jahres auf Platz eins der Charts verbrachten, werden hier nicht aufgeführt.
1. Various Artists – The Bodyguard: Original Soundtrack Album (18 Wochen)
2. Janet Jackson – janet. (6 Wochen)
3. Garth Brooks – In Pieces; Pearl Jam – Vs. (jeweils 5 Wochen)

Alle Nummer-eins-Hits und die Hits des Jahres

### Charts in weiteren Ländern
Siehe auch: Nummer-eins-Hits 1993 in  Australien, Belgien, Dänemark, Deutschland, Finnland, Frankreich, Irland, Italien, Japan, Kanada, Neuseeland, den Niederlanden, Norwegen, Österreich, Schweden, der Schweiz, Spanien, Ungarn, den Vereinigten Staaten und im Vereinigten Königreich.

## Musikpreise und Ehrungen

### Musikwettbewerbe
Eurovision Song Contest
1. Niamh Kavanagh: In Your Eyes
2. Sonia: Better the Devil You Know
3. Annie Cotton: Moi, tout simplement
4. Patrick Fiori: Mama Corsica
5. Silje Vige: Alle mine tankar

## Ersterscheinungen
- The A.V. Club – Online-Zeitung und Entertainment-Website mit Sitz in Chicago

## Erstveranstaltungen
- Festival Lent – interkulturelles Open-Air-Festival in Maribor
- Festival Ljubljana – interkulturelles Open-Air-Festival in Ljubljana

## Erstverleihungen
- Beniamino Gigli-Preis – finnischer Musikpreis

## Gründungen und Auflösungen

### Gründungen
- Abigor – österreichische Black-Metal-Band
- Backstreet Boys – US-amerikanische Gesangsgruppe
- Billy Talent – kanadische Rockband aus Mississauga, gegründet unter dem Bandnamen Pezz
- Dark Sadness – Gothic-Metal-Band aus Cuernavaca, Mexiko
- Die Ärzte – deutschsprachige Band aus Berlin (Neugründung)
- Goresleeps – Gothic-Metal-Band aus Iwantejewka, Russland
- Old 97’s – US-amerikanische Rockband aus Dallas, Texas
- Pain Jerk – Japanoise-Projekt aus Tokio, Japan
- Scooter – deutsche Dance- und EDM-Band, gegründet als The Loop
- Southside Rockers – deutsche Musik- und Breakdance-Gruppe
- Surgical Strike – deutsche Thrash-Metal-Band aus Hannover
- X-Cops – Nebenprojekt der Band Gwar

### Auflösungen
- STS 8 Mission – deutsche Power-Metal-Band aus Bonn

## Neuveröffentlichungen (Auswahl)

### Lieder und Kompositionen
| Lied                                                              | Text                                                         | Musik                                                        | Erstinterpret                   | Label                                     | Veröffentlichung   | Genre                               | Album                                                                                  | Weitere Informationen |
| ----------------------------------------------------------------- | ------------------------------------------------------------ | ------------------------------------------------------------ | ------------------------------- | ----------------------------------------- | ------------------ | ----------------------------------- | -------------------------------------------------------------------------------------- | --------------------- |
| Ach mein Kind, du musst noch wachsen                              | Joe Kirsten, Peter Held, Manfred Oberdörffer                 | Joe Kirsten, Peter Held, Manfred Oberdörffer                 | Freddy Quinn                    | Mega Herz                                 | 1993               | Schlager                            | Wieder auf der Reise                                                                   |                       |
| Bananaboat                                                        | Stephan Remmler                                              | Stephan Remmler                                              | Stephan Remmler                 | Mercury Records                           | 30. April 1993     | Punk                                | Vamos                                                                                  |                       |
| Biker Like an Icon                                                | Paul McCartney                                               | Paul McCartney                                               | Paul McCartney                  | Parlophone/EMI (UK), Capitol Records (US) | 8. November 1993   | Rock, Pop                           | Off the Ground                                                                         |                       |
| Blank                                                             | Stephan Remmler                                              | Stephan Remmler                                              | Stephan Remmler                 | Mercury Records                           | 1993               | Rock                                | Vamos                                                                                  |                       |
| Bump n’ Grind                                                     | Robert Kelly                                                 | Robert Kelly                                                 | R. Kelly                        |                                           | 9. November 1993   | Contemporary R&B                    | 12 Play                                                                                |                       |
| C’Mon People                                                      | Paul McCartney                                               | Paul McCartney                                               | Paul McCartney                  | Parlophone/EMI (UK), Capitol Records (US) | 22. Februar 1993   | Pop                                 | Off the Ground                                                                         |                       |
| Die Zeit                                                          | Lisa „Lissy“ Mödl                                            | Jörg Hüttner                                                 | Relatives Menschsein            | Sub Terranean                             | 1993               | Neue Deutsche Todeskunst            | Thanatos                                                                               |                       |
| Dreamlover                                                        | Mariah Carey, Dave Hall                                      | Mariah Carey, Dave Hall                                      | Mariah Carey                    | Columbia                                  | 27. Juli 1983      | Pop                                 | Music Box                                                                              |                       |
| Forever Number One                                                | Harald Reitinger, Andrew White                               | Harald Reitinger, Andrew White                               | Andrew White                    |                                           | 16. April 1993     | Hymne, Pop-Rock                     | Forever Number One – The Album                                                         |                       |
| Hero                                                              | Walter Afanasieff, Mariah Carey                              | Walter Afanasieff, Mariah Carey                              | Mariah Carey                    | Columbia                                  | 31. August 1993    | Pop                                 | Music Box                                                                              |                       |
| Liebeslied im alten Stil                                          | Konstantin Wecker                                            | Konstantin Wecker                                            | Konstantin Wecker               |                                           | 1. März 1993       | Liedermacher                        | Uferlos                                                                                |                       |
| Linda                                                             | Gerhard Gundermann                                           | Gerhard Gundermann                                           | Gerhard Gundermann              |                                           | 1993               | Liedermacher                        | Der 7te Samurai                                                                        |                       |
| Lovetown                                                          | Peter Gabriel                                                | Peter Gabriel                                                | Peter Gabriel                   | Epic Records, Geffen Records              | 21. Februar 1993   | Artrock, Popmusik, Progressive Rock | Philadelphia – Music From The Motion Picture                                           |                       |
| Mädchen                                                           | Ralf Goldkind, Luci van Org                                  | Ralf Goldkind, Luci van Org                                  | Lucilectric                     | Sing Sing Records                         | 1993               | Pop                                 | Mädchen                                                                                |                       |
| Manchmal in meinen Träumen (Bevor mein Weg zu den Sternen begann) | Ernst Bader                                                  | Freddy Quinn                                                 | Freddy Quinn                    | Mega Herz                                 | 1993               | Schlager                            | Wieder auf der Reise                                                                   |                       |
| O’ What Can Ail Thee …                                            | Martin von Arndt                                             | Ansgar Noeth                                                 | Printed at Bismarck’s Death     | Danse Macabre                             | 1993               | Electro Wave                        | Ten Movements on the Matrix of a Symbol                                                |                       |
| Off the Ground                                                    | Paul McCartney                                               | Paul McCartney                                               | Paul McCartney                  |                                           | 27. April 1993     | Rock, Pop                           | Off the Ground                                                                         |                       |
| Religion                                                          | Jean-Luc De Meyer, Jean-Marc Pauly                           | Daniel Bressanutti, Patrick Codenys                          | Front 242                       | Red Rhino Europe                          | 26. Mai 1993       | Industrial Rock                     | 06:21:03:11 Up Evil                                                                    |                       |
| Sage Nein!                                                        | Konstantin Wecker                                            | Konstantin Wecker                                            | Konstantin Wecker               |                                           | 1993               | Liedermacher                        | Uferlos                                                                                |                       |
| Schrei nach Liebe                                                 | Bela B, Farin Urlaub                                         | Bela B, Farin Urlaub                                         | Die Ärzte                       | Metronome Records, WEA International      | 10. September 1993 | Punkrock                            | Die Bestie in Menschengestalt                                                          |                       |
| Soul to Squeeze                                                   | Michael Balzary, John Frusciante, Anthony Kiedis, Chad Smith | Michael Balzary, John Frusciante, Anthony Kiedis, Chad Smith | Red Hot Chili Peppers           | Warner Bros. Records                      | 17. August 1993    | Rock                                | Die Coneheads (O.S.T.)                                                                 |                       |
| Sweet Tears                                                       | Darren White                                                 | Daniel „Danny“ Cavanagh & Anathema                           | Anathema                        | Peaceville Records                        | 15. Februar 1993   | Gothic Metal                        | Serenades                                                                              |                       |
| The Crown of Sympathy                                             | Aaron Stainthorpe                                            | My Dying Bride                                               | My Dying Bride                  | Peaceville Records                        | 11. Oktober 1993   | Gothic Metal                        | Turn Loose the Swans                                                                   |                       |
| The War Against Sleep                                             | Rodney Orpheus, Jürgen Jansen, Volker Zacharias              | Rodney Orpheus, Jürgen Jansen, Volker Zacharias              | The Cassandra Complex           | Play It Again Sam                         | 18. Oktober 1993   | Industrial Rock, Synth-Rock         | Sex & Death                                                                            |                       |
| Witzischkeit kennt keine Grenzen                                  | Achim Hagemann, Hape Kerkeling                               | Achim Hagemann, Hape Kerkeling                               | Hape Kerkeling und Heinz Schenk |                                           | 25. Januar 1993    | Pop                                 | Hape Kerkeling – Kein Pardon - Mit allen Songs aus dem Film und weiteren Mörderhits... |                       |
| Your River                                                        | Aaron Stainthorpe                                            | My Dying Bride                                               | My Dying Bride                  | Peaceville Records                        | 11. Oktober 1993   | Gothic Metal                        | Turn Loose the Swans                                                                   |                       |

### Alben
| Album                                        | Interpret                                     | Label                                      | Veröffentlichung   | Genre                                                      | Weitere Informationen     |
| -------------------------------------------- | --------------------------------------------- | ------------------------------------------ | ------------------ | ---------------------------------------------------------- | ------------------------- |
| 11th Song                                    | Deep Blue Something                           | Doberman                                   | 13. Oktober 1993   | Alternative Rock                                           | Debütalbum                |
| 12 Inches of Snow                            | Snow                                          | East West Records                          | 19. Januar 1993    | Pop, Reggae                                                |                           |
| 1982–1992                                    | Europe                                        | Epic Records                               | April 1993         | Hard Rock, Glam Metal                                      |                           |
| A Real Dead One                              | Iron Maiden                                   | EMI                                        | 18. Oktober 1993   | Heavy Metal                                                | Livealbum                 |
| A Real Live One                              | Iron Maiden                                   | EMI                                        | 22. März 1993      | Heavy Metal                                                | Livealbum                 |
| Acid Eaters                                  | Ramones                                       | Sire Records, Chrysalis Records            | 1. Dezember 1993   | Punkrock                                                   |                           |
| Alive III                                    | Kiss                                          | Mercury Records                            | 16. Mai 1993       | Hard Rock, Heavy Metal                                     | Livealbum                 |
| Alive in the House of Saints                 | Myra Melford                                  | HatHut Records                             | 1993               | Jazz                                                       |                           |
| All About Us                                 | Peter Gabriel                                 | Real World Records, EMI, Geffen Home Video | 7. Dezember 1993   | Artrock, Progressive Rock, Pop, Worldbeat                  | Videoalbum                |
| Always Say Goodbye                           | Charlie Haden                                 | Verve Records                              | 1993               | Jazz                                                       |                           |
| Anthony Braxton’s Charlie Parker Project     | Anthony Braxton                               | HatHut Records                             | 1993               | Avantgarde Jazz                                            |                           |
| Are You Gonna Go My Way                      | Lenny Kravitz                                 | Virgin Records                             | 9. März 1993       | Hard Rock, Funk Rock                                       |                           |
| Asquerosa Alegría                            | Bersuit Vergarabat                            | DBN                                        | 5. Juni 1993       | Rock, Hard Rock                                            |                           |
| Bastards                                     | Motörhead                                     | ZYX Music                                  | 29. November 1993  | Heavy Metal                                                |                           |
| Black Tie White Noise                        | David Bowie                                   | Savage Records/Arista Records              | 5. April 1993      | Artrock, Elektronische Musik                               |                           |
| Born in a Crash                              | Therapy?                                      | A&M Records                                | 25. August 1993    | Alternative Rock, Alternative Metal                        | Mini-Album, nur in Europa |
| Bye Bye Blackbird                            | Keith Jarrett, Gary Peacock & Jack DeJohnette | ECM Records                                | 1. April 1993      | Jazz                                                       |                           |
| Chaos                                        | Herbert Grönemeyer                            | EMI Music                                  | 24. Mai 1993       | Rock                                                       |                           |
| Chaos A.D.                                   | Sepultura                                     | Roadrunner Records                         | 1. September 1993  | Groove Metal                                               |                           |
| Chronologie                                  | Jean-Michel Jarre                             | Dreyfus Records, Polydor                   | Mai 1993           | Electronica, Techno, Ambient                               |                           |
| Demon Chaser                                 | Gerry Hemingway                               | HatHut Records                             | 1993               | Avantgarde Jazz                                            |                           |
| Dezemberträume                               | Rolf Zuckowski                                | Polydor                                    | 5. November 1993   | Kinderlied, Weihnachtslied                                 |                           |
| Die Bestie in Menschengestalt                | Die Ärzte                                     | Metronome Records, WEA International       | 4. Oktober 1993    | Punkrock                                                   |                           |
| Die Ewigkeit                                 | Relatives Menschsein                          | Danse Macabre                              | Juni 1993          | Neue Deutsche Todeskunst                                   |                           |
| Edge of Thorns                               | Savatage                                      | Atlantic Records                           | 6. April 1993      | Heavy Metal                                                |                           |
| Emergency on Planet Earth                    | Jamiroquai                                    | Columbia Records, S2 Records               | 17. Mai 1993       | Acid Jazz                                                  |                           |
| Everybody Else Is Doing It, So Why Can’t We? | The Cranberries                               | Island Records                             | 1. März 1993       | Rock                                                       | Debütalbum                |
| Fast Life                                    | David Murray                                  | DIW/Columbia                               | 1993               | Jazz                                                       |                           |
| Icon                                         | Paradise Lost                                 | Music for Nations                          | 20. September 1993 | Gothic Metal, Dark Rock                                    |                           |
| In Concert MTV Plugged                       | Bruce Springsteen                             | Columbia Records                           | 12. April 1993     | Rock                                                       | Konzertalbum              |
| In Utero                                     | Nirvana                                       | Geffen Records                             | 13. September 1993 | Grunge, Alternative Rock                                   |                           |
| Kauf mich!                                   | Die Toten Hosen                               | Totenkopf, Virgin Records                  | 10. Mai 1993       | Punkrock                                                   |                           |
| Kristallnacht                                | John Zorn                                     | Eva Records, Tzadik                        | 1993               | Avantgarde Jazz, Klezmer                                   |                           |
| Live & Loud                                  | Ozzy Osbourne                                 | Epic Records                               | 28. Juni 1993      | Heavy Metal                                                | Livealbum                 |
| Live at Donington                            | Iron Maiden                                   | EMI                                        | 8. November 1993   | Heavy Metal                                                | Livealbum                 |
| Live Shit: Binge & Purge                     | Metallica                                     | Elektra Records, Vertigo                   | 23. November 1993  | Heavy Metal, Thrash Metal                                  | Livealbum                 |
| Live: Right Here, Right Now                  | Van Halen                                     | Warner Music Group                         | 23. Februar 1993   | Hard Rock                                                  | Livealbum                 |
| Lycia                                        | Christian Dörge                               | Hall of Sermon, Deathwish Office           | August 1993        | Neue Deutsche Todeskunst                                   |                           |
| Miles & Quincy Live at Montreux              | Miles Davis, Quincy Jones                     | Warner Bros. Records                       | 10. August 1993    | Jazz                                                       | Livealbum                 |
| More ABBA Gold – More ABBA Hits              | ABBA                                          | Polygram                                   | 5. Juni 1993       | Pop                                                        | Kompilation               |
| On the Night                                 | Dire Straits                                  | Vertigo Records                            | 10. Mai 1993       | Rock                                                       | Livealbum                 |
| Plus from Us                                 | Verschiedene Interpreten                      | Real World Records                         | 16. Mai 1993       | Weltmusik                                                  | Kompilationsalbum         |
| Quartet (Coventry) 1985                      | Anthony Braxton                               | Leo Records                                | 1993               | Modern Creative                                            |                           |
| Recipe for Hate                              | Bad Religion                                  | Epitaph Records/Atlantic Records           | 4. Juni 1993       | Punkrock                                                   |                           |
| Reich & sexy                                 | Die Toten Hosen                               | Virgin Records                             | 2. November 1993   | Punkrock                                                   | Best-of Album             |
| Republic                                     | New Order                                     | London Records                             | 3. Mai 1993        | Alternative Pop, Dance Rock, Eurodance, Synthiepop, Techno |                           |
| River Runs Red                               | Life of Agony                                 | Roadrunner Records                         | 1. Oktober 1993    | Alternative Metal                                          | Debütalbum                |
| Saturation                                   | Urge Overkill                                 | Geffen Records                             | 8. Juni 1993       | Alternative Rock                                           |                           |
| Schwarz                                      | Böhse Onkelz                                  | Bellaphon Records                          | 4. Oktober 1993    | Hard Rock                                                  |                           |
| Sex & Religion                               | Steve Vai                                     | Epic Records, Relativity Records           | Juli 1993          | Hard Rock, Rock, Heavy Metal                               |                           |
| Siamese Dream                                | The Smashing Pumpkins                         | Virgin Records                             | 27. Juli 1993      | Alternative Rock                                           |                           |
| So Near, So Far (Musings for Miles)          | Joe Henderson                                 | Verve Records                              | Februar 1993       | Jazz                                                       |                           |
| Songs of Faith and Devotion                  | Depeche Mode                                  | Mute Records                               | 22. März 1993      | Synthie-Pop, Alternative Rock                              |                           |
| Songs of Faith and Devotion Live             | Depeche Mode                                  | Mute Records                               | 6. Dezember 1993   | Synthie-Pop, Alternative Rock, New Wave                    | Livealbum                 |
| Soundtrack for the Film Space is the Place   | Sun Ra                                        | Evidence                                   | 1993               | Jazz                                                       |                           |
| Tabaluga und Lilli                           | Peter Maffay                                  | BMG                                        | 4. Oktober 1993    | Musical, Pop, Rock                                         |                           |
| Tausend kleine Himmel                        | Stefanie Hertel                               | Montana Records                            | 25. Mai 1993       | Volkstümliche Musik                                        |                           |
| The Album                                    | Haddaway                                      | Coconut, Arista Records                    | 1. Mai 1993        | Eurodance, Techno                                          | Debütalbum                |
| The Battle Rages On                          | Deep Purple                                   | BMG Records                                | 19. Juli 1993      | Hard Rock, Progressive Rock, Bluesrock                     |                           |
| The Beavis and Butt-Head Experience          | Verschiedene Künstler                         | Geffen Records                             | 23. November 1993  | Alternative Rock, Hard Rock, Heavy Metal, Grunge, Hip-Hop  | Kompilation               |
| The Brass Project                            | John Surman und John Warren                   | ECM Records                                | 1. April 1993      | Jazz                                                       |                           |
| The Buddha of Suburbia                       | David Bowie                                   | Savage Records/Arista Records              | 8. November 1993   | Rock, Pop                                                  |                           |
| The Hits/The B-Sides                         | Prince                                        | Paisley Park Records, Warner Bros. Records | 13. September 1993 | R&B, Elektronische Tanzmusik, Funk, Hip-Hop, Popmusik      | Kompilation               |
| The Last Rebel                               | Lynyrd Skynyrd                                | Atlantic Records                           | 16. Februar 1993   | Southern Rock                                              |                           |
| The Spaghetti Incident?                      | Guns N’ Roses                                 | Geffen Records                             | 23. November 1993  | Hard Rock, Punkrock                                        |                           |
| Tuesday Night Music Club                     | Sheryl Crow                                   | A&M Records                                | 3. August 1993     | Pop, Rock                                                  | Debütalbum                |
| Vs.                                          | Pearl Jam                                     | Epic Records                               | 11. Oktober 1993   | Alternative Rock, Grunge                                   |                           |
| Weiß                                         | Böhse Onkelz                                  | Bellaphon Records                          | 4. Oktober 1993    | Hard Rock                                                  |                           |
| Wolverine Blues                              | Entombed                                      | Earache Records, Columbia Records          | September 1993     | Death ’n’ Roll                                             |                           |
| Zeitenlicht                                  | Endraum                                       | Danse Macabre                              | 1993               | Neue Deutsche Todeskunst                                   |                           |
| Zooropa                                      | U2                                            | Island Records                             | 5. Juli 1993       | Rock                                                       |                           |

## Geboren

### Januar
- 09. Januar: Aminata, lettische Sängerin und Songwriterin

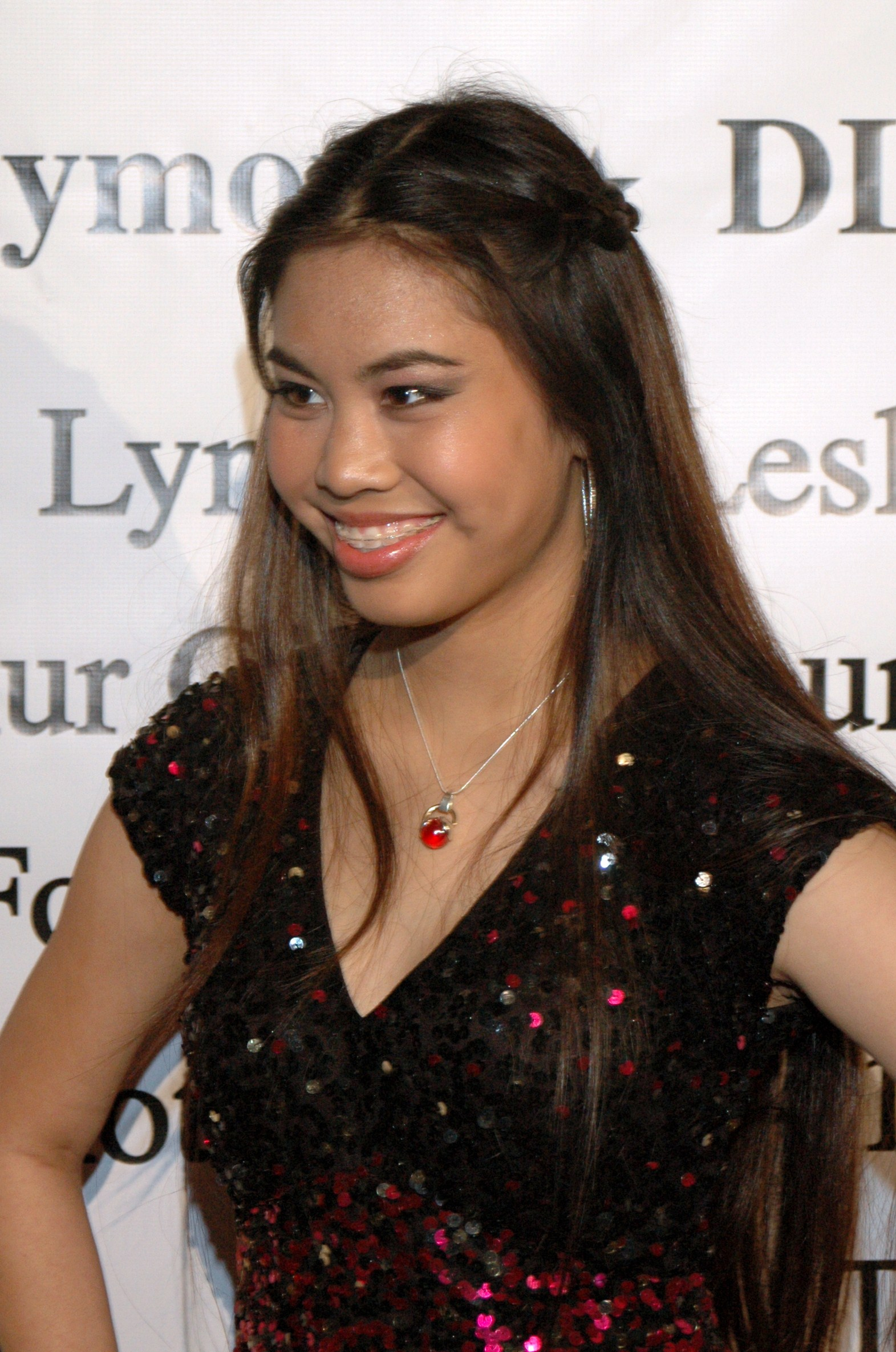
Ashley Argota; * 9. Januar

- 09. Januar: Ashley Argota, US-amerikanische Schauspielerin und Sängerin
- 12. Januar: Zayn, britischer Pop- und R&B-Sänger
- 13. Januar: Nezza, US-amerikanische Musikerin
- 16. Januar: WRS, rumänischer Singer-Songwriter und Tänzer
- 21. Januar: Cris Cab, US-amerikanischer Singer-Songwriter
- 21. Januar: Wincent Weiss, deutscher Popsänger und Songwriter
- 22. Januar: Netta Barzilai, israelische Sängerin
- 26. Januar: Sonja Sajzor, serbische DJ, Sängerin, Songwriterin und visuelle Künstlerin

### Februar
- 03. Februar: Alex G, US-amerikanischer Musiker, Produzent und Singer-Songwriter
- 03. Februar: Getter Jaani, estnische Sängerin
- 17. Februar: Elhaida Dani, albanische Sängerin
- 20. Februar: Erika Vikman, finnische Sängerin
- 24. Februar: Santa, französische Sängerin, Komponistin und Musikerin
- 28. Februar: Emmelie de Forest, dänische Sängerin

### März
- 02. März: Marija Jaremtschuk, ukrainische Popsängerin
- 03. März: Paula Hriscu, rumänische Sängerin und Schauspielerin
- 04. März: Bobbi Kristina Brown, US-amerikanische Sängerin († 2015)
- 06. März: Bambie Thug, singende irische Person
- 07. März: Mick Pedaja, estnischer Singer-Songwriter (New Age, Ambient)
- 09. März: Min Yoon-gi (Suga), koreanischer Rapper
- 19. März: Alidé Sans, spanische Sängerin und Politikerin
- 20. März: Thomas Karaoglan, deutscher Popsänger
- 21. März: María Ólafsdóttir, isländische Sängerin und Schauspielerin
- 27. März: Lidia Isac, moldauische Sängerin
- 27. März: Mikecrack, spanischer Webvideoproduzent und Sänger
- 30. März: Cassyette, britische Singer-Songwriterin

### April
- 06. April: Sch, französischer Rapper
- 10. April: Barbara Pravi, französische Singer-Songwriterin
- 12. April: Tix, norwegischer Sänger, Musikproduzent und Songwriter
- 18. April: Faber, Schweizer Sänger-Songschreiber
- 21. April: Marius Bear, Schweizer Singer-Songwriter
- 21. April: Yukon de Leeuw, kanadischer Skispringer, Nordischer Kombinierer, Freestyle-Skier und Musiker
- 23. April: Ruben Dietze, deutscher Songwriter, Musikproduzent, Live-Musiker und Dozent
- 24. April: Ashe, US-amerikanische Popsängerin
- 30. April: Karsten Walter, deutscher Schlagersänger und Schauspieler

### Mai
- 06. Mai: Naomi Scott, britische Schauspielerin und Sängerin
- 13. Mai: Tones and I, australische Singer-Songwriterin
- 14. Mai: Joey Heindle, deutscher Sänger
- 16. Mai: IU, südkoreanische Sängerin
- 18. Mai: Alekseev, ukrainischer Sänger und Songwriter
- 27. Mai: Sara Correia, portugiesische Sängerin

### Juni
- 01. Juni: Phillip Golub, US-amerikanischer Musiker (Piano, Komposition)
- 04. Juni: André Schnura, deutscher Saxophonist
- 07. Juni: George Ezra, britischer Singer-Songwriter
- 18. Juni: Dennis Lloyd, israelischer Musiker
- 21. Juni: Two Feet, US-amerikanischer Sänger, Songwriter und Produzent

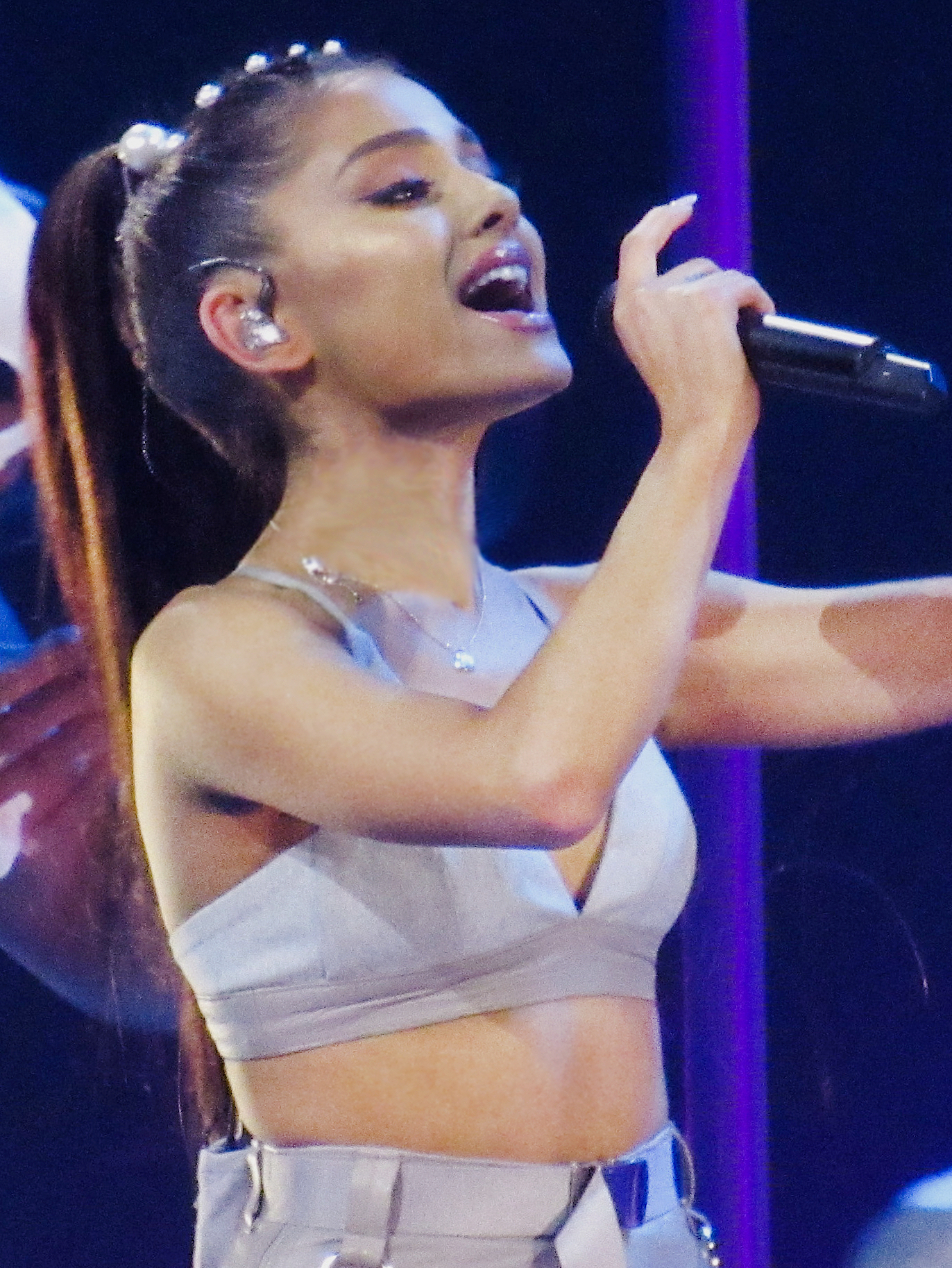
Ariana Grande; * 26. Juni

- 26. Juni: Ariana Grande, US-amerikanische Sängerin und Schauspielerin
- 27. Juni: Gabriela Gunčíková, tschechische Sängerin
- 29. Juni: Oliver Tree, US-amerikanischer Multimediakünstler und Musiker

### Juli
- 02. Juli: Ieva Zasimauskaitė, litauische Sängerin
- 09. Juli: Martin Tungevaag, norwegischer DJ und Produzent
- 12. Juli: Klea Huta, albanische Schauspielerin, Moderatorin und Sängerin
- 18. Juli: Casey Veggies, US-amerikanischer Rapper
- 20. Juli: Debrah Scarlett, norwegisch-schweizerische Sängerin
- 21. Juli: Ester Peony, rumänische Sängerin und Komponistin

### August
- 08. August: Sanja Vučić, serbische Sängerin
- 16. August: Yua Mikami, japanische Sängerin, Pornodarstellerin und YouTuberin
- 16. August: Victoria Swarovski, österreichische Popsängerin und Moderatorin
- 24. August: Tobias Vedovelli, österreichischer Jazzmusiker (Bass, Komposition)
- 26. August: Rodrigo Rumi, argentinischer Schauspieler und Sänger
- 29. August: Liam Payne, britischer Sänger, Mitglied der Band One Direction († 2024)

### September
- 01. September: Ilona Mitrecey, französische Sängerin
- 01. September: Megan Nicole, US-amerikanische Singer-Songwriterin, Schauspielerin und Model
- 13. September: Niall Horan, irischer Sänger, Mitglied der Band One Direction
- 21. September: Aliocha Schneider, kanadischer Singer-Songwriter und Schauspieler
- 23. September: Martin Hafizi, bulgarischer Jazzmusiker (Schlagzeug, Komposition)
- 24. September: Jonathan Salvi, Schweizer Jazzmusiker (Perkussion, Vibraphon, Komposition)
- 29. September: Fouad Ambelj, marokkanisch-österreichischer Breaker
- 29. September: Princ, serbischer Sänger
- 30. September: Raveena Aurora, US-amerikanische Sängerin und Songschreiberin
- 30. September: Rylo Rodriguez, US-amerikanischer Rapper

### Oktober
- 04. Oktober: Mina, deutsche Sängerin
- 06. Oktober: Salina Fisher, neuseeländische Komponistin und Geigerin
- 09. Oktober: Anna Castillo, spanische Schauspielerin und Sängerin
- 12. Oktober: Adriana von Franqué, deutsche Pianistin
- 12. Oktober: Anastasiya Taratorkina, deutsch-russische Opernsängerin (lyrischer Koloratursopran)
- 15. Oktober: Lucio Corsi, italienischer Cantautore
- 21. Oktober: Käärijä, finnischer Rapper, Sänger und Songwriter
- 26. Oktober: Noname, Schweizer Hip-Hop-Musiker
- 29. Oktober: Yves Berendse, niederländischer Sänger
- 29. Oktober: Sara Jo, serbische Sängerin

### November
- 04. November: Reeze, deutscher Webvideoproduzent, Streamer und Podcaster
- 06. November: Jeangu Macrooy, surinamischer Sänger und Songwriter
- 22. November: Kiara Brunken, deutsche Schauspielerin, Tänzerin und Sängerin
- 23. November: Donatas Petreikis, litauischer Jazzmusiker (Saxophon, Komponist)
- 24. November: Ivi Adamou, zypriotische Sängerin
- 29. November: Dion Cooper, niederländischer Singer-Songwriter
- 30. November: Lost Frequencies, belgischer DJ und Produzent

### Dezember
- 03. Dezember: Kaisa Karjalainen, finnische Musikerin und Singer-Songwriterin
- 07. Dezember: Ramon Roselly, deutscher Sänger
- 07. Dezember: Jasmine Villegas, US-amerikanische Pop- und R&B-Sängerin
- 08. Dezember: Jana Burčeska, mazedonische Popsängerin
- 18. Dezember: Valtònyc, spanischer Rapper
- 22. Dezember: Meghan Trainor, US-amerikanische Sängerin und Songwriterin
- 26. Dezember: Mert Demir, türkischer Popmusiker
- 00. Dezember: Shogo Seifert, deutsch-japanischer Jazzmusiker (Trompete, Komposition)

### Genaues Geburtsdatum unbekannt
- Jan Alexander, deutscher Jazzmusiker (Piano, Komposition)
- Ramon Bischoff, Schweizer Komponist und Toningenieur
- Bush.ida, deutsche Rapperin
- Levin Dennler, Schweizer Musikproduzent, Musiker und Komponist
- Joa Frey, Schweizer Fusionmusiker (Gitarre, Komposition)
- Jessie Goldsmith, österreichische Country- und Folkmusikerin
- Lukas Großmann, deutscher Jazzmusiker (Piano, Orgel)
- Nikola Hillebrand, deutsche Opern- und Konzertsängerin in der Stimmlage Sopran
- Eloain Lovis Hübner, deutsche Komponistin
- Anna Regina Kalk, estnische Jazz- und Fusionmusikerin (Gitarre, Komposition)
- Kelvin Kilonzo, deutscher Performancekünstler und Musiker
- Shay Lia, dschibutisch-kanadische Sängerin
- Friederike Meinke, deutsche Opern- und Operettensängerin (Sopran)
- Christina Metaxa, zypriotische Sängerin
- Irene Reig, spanische Jazzmusikerin (Altsaxophon, Komposition)
- Salomo Schweizer, Schweizer Oboist
- Adam Shead, US-amerikanischer Jazz- und Improvisationsmusiker (Schlagzeug)
- Michaela Špačková, tschechische Fagottistin
- Patricia Stephan, deutsche Bauchtänzerin, Tanzpädagogin und Choreographin
- Lester St. Louis, US-amerikanischer Improvisationsmusiker (Violoncello), Sounddesigner und Komponist
- Eldar Tsalikov, russischer Jazzmusiker (Saxophon, Klarinette, Komposition)
- Nadege Uwamwezi, ruandische Schauspielerin und Sängerin
- Pavol Valášek, slowakischer Organist, Pianist und Chorregent
- Annina Wachter, österreichische Opernsängerin
- Mathilde Wantenaar, niederländische Komponistin
- Danino Weiss, deutscher Jazzmusiker (Piano, Komposition)
- Audrey Wozniak, US-amerikanische Violinistin, Musikethnologin und Kulturwissenschaftlerin
- Young Kira, deutscher Hip-Hop-Produzent und Rapper

### Geboren um 1993
- Mathei Florea, estnischer Jazzmusiker (Piano, Komposition)
- Ruta Mur, litauische Sängerin

## Gestorben

### Januar
- 01. Januar: Tony Echavarría, dominikanischer Sänger und Kabarettist (* 1926)
- 04. Januar: Roland Zimmer, deutscher Musikpädagoge und Hochschullehrer (* 1933)
- 06. Januar: Dizzy Gillespie, US-amerikanischer Jazzmusiker (Trompeter), Komponist, Sänger, Arrangeur und Bandleader (* 1917)

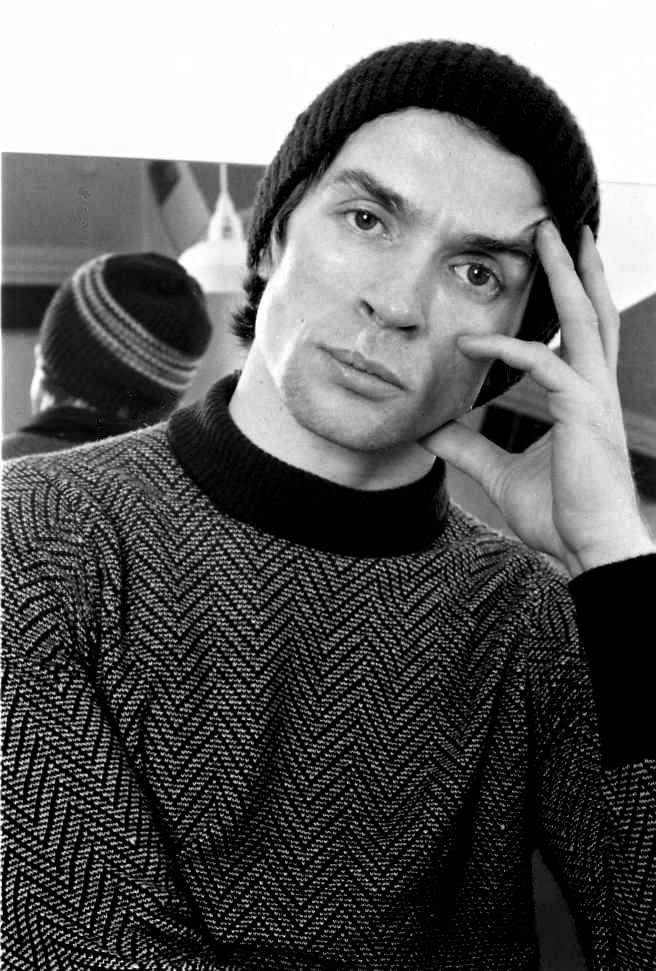
Rudolf Nurejew; † 6. Januar

- 06. Januar: Rudolf Nurejew, russisch-österreichischer Ballett-Tänzer (* 1938)
- 08. Januar: Herbert Trantow, deutscher Komponist und Dirigent (* 1903)
- 11. Januar: Elsa Piaggio, argentinische Pianistin und Musikpädagogin (* 1906)
- 13. Januar: Mozart Camargo Guarnieri, brasilianischer Komponist (* 1907)
- 15. Januar: Sammy Cahn, US-amerikanischer Texter, Songwriter und Musiker (* 1913)
- 16. Januar: Pawel Wassiljewitsch Rudakow, sowjetischer Musiker (Konzertina-Spieler) und Filmschauspieler (* 1915)
- 17. Januar: Israel Brandmann, ukrainisch-israelischer Komponist, Dirigent und Violinist (* 1901)
- 17. Januar: Barbara Buczek, polnische Komponistin, Pianistin und Musikpädagogin (* 1940)
- 17. Januar: Li Stadelmann, deutsche Pianistin, Cembalistin und Musikpädagogin (* 1900)
- 18. Januar: Josef Kaderka, österreichischer Musiker und Liedtexter (* 1910)
- 18. Januar: Wilhelm Rühle, deutscher Orgelbauer und Tischlermeister (* 1906)
- 21. Januar: Ján Zimmer, slowakischer Komponist und Pianist (* 1926)
- 22. Januar: Guillermo Graetzer, österreichisch-argentinischer Komponist, Musikpädagoge und Musikwissenschaftler (* 1914)
- 22. Januar: Erik Werner Tawaststjerna, finnischer Musikwissenschaftler und Pianist (* 1916)
- 23. Januar: Thomas A. Dorsey, Blues- und Gospelmusiker (Gesang), Piano, Komposition (* 1899)
- 23. Januar: Charles Greenlee, US-amerikanischer Jazzposaunist (Euphonium) und Komponist (* 1927)
- 23. Januar: Wayne Raney, US-amerikanischer Old-Time- und Country-Musiker (* 1921)
- 24. Januar: Gustav Ernesaks, estnischer Komponist und Chorleiter (* 1908)
- 26. Januar: Kenneth Gaburo, US-amerikanischer Komponist und Musikpädagoge (* 1926)
- 26. Januar: Leonhard Märker, austroamerikanischer Komponist (* 1910)
- 26. Januar: Lizzi Natzler, österreichische Schauspielerin und Sängerin (* 1909)
- 27. Januar: Eddie Calhoun, US-amerikanischer Jazzbassist (* 1921)
- 28. Januar: Erik Herseth, norwegischer Segler, Opernsänger (Bariton) und Offizier (* 1892)
- 28. Januar: Kay Swift, US-amerikanische Komponistin (* 1897)
- 30. Januar: Ryōichi Hattori, japanischer Jazzmusiker, Komponist und Songwriter (* 1907)
- 31. Januar: Ernő Lendvai, ungarischer Musikwissenschaftler (* 1925)

### Februar
- 02. Februar: Gino Bechi, italienischer Opernsänger (Bariton) und Schauspieler (* 1913)
- 02. Februar: Atli Bjørn, dänischer Jazzmusiker (Piano, Komposition) (* 1933)
- 02. Februar: Alexander Schneider, russischer Violinist (* 1908)
- 03. Februar: Françoys Bernier, kanadischer Dirigent, Pianist und Musikpädagoge (* 1927)
- 03. Februar: Karel Goeyvaerts, belgischer Komponist und Musikwissenschaftler (* 1923)
- 06. Februar: Dan Constantinescu, rumänischer Komponist (* 1931)
- 07. Februar: Sammy Lowe, US-amerikanischer Trompeter, Arrangeur, Orchesterleiter und Musikproduzent (* 1918)
- 09. Februar: Zenon Brzewski, polnischer Musikpädagoge und Geiger (* 1923)
- 09. Februar: Bruno Carr, US-amerikanischer Jazzschlagzeuger (* 1928)
- 09. Februar: Will Höhne, deutscher Schlagersänger (* 1909)
- 09. Februar: Donald Mackey, kanadischer Organist, Chorleiter und Musikpädagoge (* 1920)
- 10. Februar: Gordon Hallett, kanadischer Pianist und Musikpädagoge (* 1905)
- 14. Februar: Elek Bacsik, ungarischer Jazzgeiger und Jazzgitarrist (* 1926)
- 15. Februar: Paul Späni, Schweizer Opernsänger (Tenor) und Gesangspädagoge (* 1929)
- 15. Februar: George Wallington, US-amerikanischer Jazzpianist und Komponist (* 1924)
- 16. Februar: Howard Brubeck, US-amerikanischer Komponist und Musikpädagoge (* 1916)
- 18. Februar: Karl Götz, deutscher Pianist, Bandleader und Schlagerkomponist (* 1922)
- 19. Februar: Wera Alexandrowna Dawydowa, sowjetische bzw. georgische Mezzosopranistin und Hochschullehrerin (* 1906)
- 20. Februar: Yvon Baarspul, niederländischer Dirigent (* 1918)
- 23. Februar: Wes Landers, US-amerikanischer Jazzmusiker (Schlagzeug) (* 1925)
- 23. Februar: Pedro dos Santos, brasilianischer Perkussionist und Komponist (* 1919)
- 23. Februar: Walburga Wegner, deutsche Opernsängerin (* 1908)
- 24. Februar: Lynn Hope, US-amerikanischer Rhythm-and-Blues-Tenorsaxophonist (* 1926)
- 25. Februar: Eddie Constantine, US-amerikanischer Filmschauspieler und Chansonnier (* 1917)
- 27. Februar: Pina Carmirelli, italienische Violinistin (* 1914)
- 27. Februar: Marģeris Zariņš, lettischer Komponist und Schriftsteller (* 1910)

### März
- 01. März: Julian von Károlyi, ungarischer Pianist (* 1914)
- 01. März: Jorge Martínez Zárate, argentinischer Gitarrist und Komponist (* 1923)
- 02. März: Ryszard Kwiatkowski, polnischer Komponist (* 1931)
- 03. März: Carlos Montoya, spanischer Flamenco-Gitarrist (* 1903)
- 04. März: Art Hodes, Jazzpianist, -komponist, -bandleader und -journalist (* 1904)
- 04. März: Tomislav Ivčić, jugoslawischer bzw. kroatischer Sänger, Komponist und Politiker (* 1953)
- 05. März: Heinz Korn, deutscher Komponist und Liedtexter (* 1923)
- 06. März: Walther Geiser, Schweizer Komponist und Musikpädagoge (* 1897)
- 06. März: Walther Siegmund-Schultze, deutscher Musikwissenschaftler und Hochschullehrer (* 1916)
- 07. März: John Merrill Knapp, US-amerikanischer Musikwissenschaftler und Hochschullehrer. (* 1914)
- 08. März: Wilhelm Georg Berger, rumänischer Komponist, Violinist und Musikwissenschaftler (* 1929)
- 08. März: Billy Eckstine, US-amerikanischer Jazzsänger und Bandleader (* 1914)
- 08. März: Singleton Palmer, US-amerikanischer Bassist (Kontrabass, Tuba) (* 1913)
- 09. März: Bob Crosby, US-amerikanischer Sänger, Schauspieler und Bandleader (* 1913)
- 11. März: Kevin Oldham, US-amerikanischer Pianist und Komponist (* 1960)
- 14. März: John Dembeck, kanadischer Geiger und Bratschist (* 1914)
- 14. März: Ahmad Ebādi, iranischer Setarspieler (* 1906)
- 16. März: Johnny Cymbal, US-amerikanischer Songwriter, Sänger und Schallplattenproduzent (* 1945)
- 16. März: Erich Valentin, deutscher Musikwissenschaftler (* 1906)
- 17. März: Thea Schmidt-Keune, deutsche Schauspielerin und Sängerin (* 1920)
- 17. März: Heinz von Schumann, deutscher Organist, Chordirigent, Musikdirektor, Komponist und Gymnasiallehrer (* 1911)
- 18. März: Nunzio Montanari, italienischer Pianist und Komponist (* 1915)
- 19. März: Karen Dalton, US-amerikanische Folksängerin, Gitarre- und Banjospielerin (* 1937)
- 19. März: Georges Garvarentz, französischer Komponist und Arrangeur (* 1932)
- 21. März: Phyllis Holtby, kanadische Pianistin, Cembalistin und Musikpädagogin (* 1906)
- 24. März: Imogen Carpenter, amerikanische Schauspielerin, Musikerin, Komponistin und Musiklehrerin (* 1912)
- 24. März: Martha Kunig-Rinach, deutsche Schauspielerin und Operettensängerin (Mezzosopran) (* 1898)
- 25. März: Henry Huff, US-amerikanischer Jazz-Multiinstrumentalist (* 1950)
- 25. März: Jake Porter, US-amerikanischer Jazztrompeter, Songwriter und Musikproduzent (* 1916)
- 27. März: Clifford Jordan, US-amerikanischer Jazzsaxophonist und Flötist (* 1931)
- 30. März: Roberto Maida, argentinischer Tangosänger (* 1908)
- 31. März: János Demény, ungarischer Musikwissenschaftler (* 1915)
- 31. März: Mitchell Parish, US-amerikanischer Liedtexter (* 1900)

### April
- 02. April: Sarban, afghanischer Musiker und Komponist (* 1930)
- 03. April: Lydia Auster, estnische Komponistin (* 1912)
- 03. April: Eugene Church, US-amerikanischer R&B-Sänger (* 1938)
- 05. April: Miguelito García, kubanischer Sänger (* 1902)
- 06. April: Werner Stamm, deutscher Polizeikapellmeister und Komponist (* 1912)
- 07. April: Heinz Hoppe, deutscher Opern-, Lied- und Operettensänger (Tenor) (* 1924)
- 08. April: Marian Anderson, US-amerikanische Opernsängerin (Alt) (* 1897)
- 09. April: Willie Jones, US-amerikanischer Jazzschlagzeuger (* 1929)
- 11. April: Rolf Junghanns, deutscher Pianist, Cembalist und Musikwissenschaftler (* 1945)
- 13. April: Henry Ehrenberg, deutsch-US-amerikanischer Chasan (Kantor) (* 1912)
- 15. April: Lucette Descaves, französische Pianistin (* 1906)
- 16. April: Josef Greindl, deutscher Opernsänger (Bass) und Hochschullehrer (* 1912)
- 19. April: Steve Douglas, US-amerikanischer Rock-Saxophonist (* 1938)
- 19. April: Blas Galindo, mexikanischer Komponist (* 1910)
- 19. April: Clifford Scott, US-amerikanischer Rhythm-&-Blues- und Jazz-Tenorsaxophonist und Flötist (* 1928)
- 20. April: Cantinflas, Schauspieler, Sänger, Komiker und Produzent (* 1911)
- 23. April: Daniel Jones, walisischer Komponist und Dirigent (* 1912)
- 25. April: Henri René, US-amerikanischer Jazz- und Unterhaltungsmusiker (Banjo, Gitarre, Klavier, Arrangement, Komposition, Orchesterleitung) und Musikproduzent (* 1906)
- 27. April: Monique Morelli, französische Chansonsängerin (* 1923)
- 28. April: Gerold Kürten, deutscher Musikpädagoge, Komponist und Orchesterleiter (* 1927)
- 29. April: Mick Ronson, britischer Gitarrist, Komponist, Multiinstrumentalist, Arrangeur und Produzent (* 1946)

### Mai
- 03. Mai: Gottfried Müller, deutscher Komponist und Organist (* 1914)
- 05. Mai: Witali Michailowitsch Bujanowski, russischer Hornist, Musikprofessor und Komponist (* 1928)
- 06. Mai: Ivy Benson, britische Bandleaderin (* 1913)
- 07. Mai: Cee Farrow, deutscher Popsänger (* 1956)
- 09. Mai: Iván Patachich, ungarischer Komponist und Dirigent (* 1922)
- 10. Mai: Egon Vogel, deutscher Schauspieler und Sänger (Tenor) (* 1908)
- 13. Mai: Friedrich Dörr, katholischer Priester, Theologieprofessor, Kriegspfarrer und Kirchenlieddichter (* 1908)
- 13. Mai: Schmuel Gogol, Holocaust-Überlebender, Mundharmonikaspieler und Musikpädagoge (* 1924)
- 14. Mai: Hugo Wiener, österreichischer Komponist, Librettist, Chanson-, Kabarett-, Drehbuch- und Bühnen-Autor sowie Pianist (* 1904)
- 16. Mai: Marv Johnson, US-amerikanischer Rhythm-and-Blues- und Soulsänger, (* 1938)
- 22. Mai: Mieczysław Horszowski, polnischer Pianist (* 1892)
- 22. Mai: Irma Vila, mexikanische Sängerin und Schauspielerin (* 1916)
- 28. Mai: Phil McLean, US-amerikanischer Discjockey (* 1923)
- 28. Mai: Doctor Ross, afroamerikanischer Blues-Sänger und -Gitarrist, Mundharmonikaspieler und Schlagzeuger (* 1925)
- 30. Mai: Sun Ra, US-amerikanischer Jazzkomponist und -musiker (Piano, Orgel, Keyboard) (* 1914)

### Juni
- 03. Juni: Werner Bochmann, deutscher Schlager- und Filmkomponist (* 1906)
- 03. Juni: Frantz Casseus, haitianischer Gitarrist und Komponist (* 1915)
- 05. Juni: Dupree Bolton, US-amerikanischer Jazztrompeter (* 1929)
- 05. Juni: Conway Twitty, US-amerikanischer Country- und Rock-’n’-Roll-Sänger (* 1933)
- 06. Juni: Brenton Langbein, australischer Geiger, Dirigent und Komponist (* 1928)
- 06. Juni: Gui Mombaerts, belgischer Pianist und Musikpädagoge (* 1902)
- 08. Juni: Roberto Caamaño, argentinischer Komponist, Pianist und Musikpädagoge (* 1923)
- 09. Juni: Arthur Alexander, US-amerikanischer Soulsänger, Songschreiber (* 1940)
- 10. Juni: Arleen Augér, US-amerikanische Sopranistin (* 1939)
- 13. Juni: John Campbell, US-amerikanischer Bluesgitarrist, Sänger und Songwriter (* 1952)
- 13. Juni: Hermínia Silva, portugiesische Schauspielerin und Sängerin (* 1907)
- 14. Juni: McClure Morris, US-amerikanischer Jazztrompeter (Vibraphon, Piano, Orgel, Schlagzeug, Gesang) und Bandleader (* 1912)
- 18. Juni: Luther Tucker, US-amerikanischer Bluesgitarrist (* 1936)
- 20. Juni: Heinz Alisch, deutscher Komponist (* 1917)
- 21. Juni: Al Fairweather, britischer Jazztrompeter und Bandleader (* 1927)
- 23. Juni: Edgar Schenkman, US-amerikanischer Dirigent und Musikpädagoge (* 1908)
- 24. Juni: Massimo Urbani, italienischer Jazzsaxophonist (* 1957)
- 25. Juni: Mona Baptiste, Blues- und Popsängerin (* 1928)
- 25. Juni: Anton Dawidowicz, österreichischer Musikpädagoge, Kapellmeister und Komponist (* 1910)
- 25. Juni: Miroslav Klega, tschechischer Komponist (* 1926)
- 25. Juni: Rich Matteson, US-amerikanischer Jazzmusiker und Jazzpädagoge (* 1929)
- 26. Juni: Fritz Christian Gerhard, deutscher Musikpädagoge und Komponist (* 1911)
- 26. Juni: James Thomas, US-amerikanischer Delta-Blues-Musiker und Bildhauer (* 1926)
- 28. Juni: GG Allin, US-amerikanischer Punkrock-Musiker (* 1956)
- 28. Juni: Boris Christow, bulgarischer Opern- und Liedsänger (Bass) (* 1914)
- 28. Juni: Vasilis Soukas, griechischer Klarinettist (* 1931)
- 29. Juni: Héctor Lavoe, puerto-ricanischer Komponist und Sänger (* 1946)
- 00. Juni: David Levine, US-amerikanischer Pianist (* 1949)

### Juli
- 02. Juli: Muhlis Akarsu, türkischer Bağlama-Spieler und Sänger (* 1948)
- 02. Juli: Nesimi Çimen, alevitischer Volkssänger (* 1931)
- 02. Juli: Joe Daniels, britischer Jazzschlagzeuger und Bandleader (* 1908)
- 02. Juli: Hasret Gültekin, alevitischer Musiker und Saz-Spieler (* 1971)
- 02. Juli: Edibe Sulari, türkisch-alevitische Volkssängerin (* 1953)
- 04. Juli: Maria Teresa de Noronha, portugiesische Fado-Sängerin (* 1918)
- 07. Juli: Lode Van Dessel, belgisch-US-amerikanischer Komponist und Organist (* 1909)
- 09. Juli: Jillert Cammenga, niederländischer Komponist, Arrangeur und Dirigent (* 1911)
- 11. Juli: Mario Bauzá, kubanischer Jazzmusiker (* 1911)
- 11. Juli: Alexei Konstantinowitsch Lebedew, russischer Tubist und Komponist (* 1924)
- 12. Juli: John Jenkins, US-amerikanischer Jazzaltsaxophonist (* 1931)
- 12. Juli: Hans Zanotelli, deutscher Dirigent und Generalmusikdirektor (* 1927)
- 14. Juli: Léo Ferré, französischer Dichter, Komponist, Chansonnier und Anarchist (* 1916)
- 14. Juli: Hannes Kästner, deutscher Organist und Cembalist (* 1929)
- 15. Juli: Raymund Havenith, deutscher Pianist und Hochschullehrer (* 1947)
- 15. Juli: Ovidiu Varga, rumänischer Komponist, Musikwissenschaftler und -pädagoge (* 1913)
- 19. Juli: Szymon Goldberg, US-amerikanischer Dirigent und Violinist (* 1909)
- 21. Juli: Paul Müller-Zürich, Schweizer Komponist (* 1898)
- 21. Juli: Richard Tee, US-amerikanischer Pianist, Organist und Arrangeur (* 1943)
- 22. Juli: Art Porter senior, US-amerikanischer Jazzmusiker (Piano, Orgel) und Musikpädagoge (* 1934)
- 23. Juli: Carlos Bermúdez, argentinischer Tangosänger (* 1918)
- 23. Juli: Big Smokey Smothers, US-amerikanischer Blues-Gitarrist und -Sänger (* 1929)
- 28. Juli: Jack Abell, US-amerikanischer Geiger, Bratscher, Dirigent, Musikpädagoge, Musikverleger und Komponist (* 1944)
- 28. Juli: Enrique Montoya, spanischer Flamenco-Künstler (* 1928)

### August
- 01. August: Bob Carter, US-amerikanischer Jazzbassist und Arrangeur (* 1922)
- 01. August: Max Jones, britischer Jazz-Autor, Hörfunkmoderator und Journalist (* 1917)
- 03. August: Jay Oliver, US-amerikanischer Kontrabassist und Komponist (* 1942)
- 04. August: Kenny Drew senior, US-amerikanischer Jazzpianist (* 1928)
- 05. August: Duke Burrell, US-amerikanischer Jazzpianist, Komponist, Arrangeur und Bandleader (* 1920)
- 05. August: Bob Cooper, US-amerikanischer Jazzmusiker (Tenorsaxophon, Oboe, Arrangement, Komposition) (* 1925)
- 05. August: Eugen Suchoň, slowakischer Komponist (* 1908)
- 07. August: Roy Budd, britischer Komponist von Filmmusik und Jazzpianist (* 1947)
- 09. August: Ludwig Gebhard, deutscher Kirchenmusiker, Komponist und Musikpädagoge (* 1907)
- 09. August: Werner Menke, deutscher Interpret und Musikwissenschaftler (* 1907)
- 10. August: Øystein Aarseth, norwegischer Black-Metal-Musiker (* 1968)
- 10. August: Eva Olmerová, tschechoslowakische Pop- und Jazzsängerin (* 1934)
- 14. August: José Basso, argentinischer Tangopianist, Komponist und Bandleader (* 1919)
- 14. August: Gerd Nienstedt, deutsch-österreichischer Opernsänger (Bass, Bassbariton) (* 1932)
- 15. August: Fletcher Smith, US-amerikanischer Rhythm-&-Blues- und Jazzpianist (* 1913)
- 16. August: Héctor Zeoli, argentinischer Organist, Komponist und Musikpädagoge (* 1919)
- 19. August: Hans Lebert, österreichischer Schriftsteller und Opernsänger (* 1919)
- 20. August: Friedrich Meyer, Komponist, Arrangeur und Bandleader (* 1915)
- 21. August: Henk Bosch van Drakestein, niederländischer Jazzmusiker (Kontrabass, E-Bass, Cello, Banjo) (* 1928)
- 21. August: Porfirio Díaz, chilenischer Akkordeonist, Bandoneonist, Bandleader und Komponist (* 1912)
- 21. August: Anny Helm, österreichische Opernsängerin (Sopran) (* 1903)
- 21. August: Tatiana Troyanos, US-amerikanische Opernsängerin (Mezzosopran) (* 1938)
- 24. August: Georges Mercure, kanadischer Benediktinermönch, Prior, Gregorianik-Experte, Organist, Chorleiter und Komponist (* 1905)
- 30. August: Rudolph Schmitt, deutscher Klarinettist (* 1900)
- 30. August: Hein Riess, deutscher Schauspieler und Hamburger Volkssänger (* 1913)
- 31. August: Al Trace, US-amerikanischer Songwriter und Orchester-Leiter (* 1900)

### September
- 04. September: Michel-Georges Brégent, kanadischer Komponist, Organist und Keyboardspieler (* 1948)
- 05. September: René Klijn, niederländischer Popsänger und Fotomodell (* 1962)
- 05. September: Virgilio Mortari, italienischer Komponist und Musikpädagoge (* 1902)
- 07. September: Dénes Bartha, ungarischer Musikwissenschaftler (* 1908)
- 07. September: Lefty Dizz, US-amerikanischer Chicago-Blues-Gitarrist und Sänger (* 1937)
- 07. September: Adele Girard, US-amerikanische Jazzharfenistin und Pianistin (* 1913)
- 08. September: Melitta Sundström, deutscher Sänger und Travestiekünstler (* 1963)
- 09. September: Jimmy Deuchar, schottischer Jazztrompeter und Arrangeur (* 1930)
- 09. September: Art Mooney, US-amerikanischer Sänger und Bigbandleader (* 1911)
- 09. September: Helen O’Connell, US-amerikanische Sängerin und Schauspielerin (* 1920)
- 11. September: Luis Antonio Escobar, kolumbianischer Komponist und Musikwissenschaftler (* 1925)
- 11. September: Erich Leinsdorf, österreichisch-US-amerikanischer Dirigent (* 1912)
- 12. September: Richard Germer, deutscher Volkssänger und Komponist (* 1900)
- 13. September: Christoph Delz, Schweizer Komponist und Pianist (* 1950)
- 13. September: Steve Jordan, US-amerikanischer Jazzgitarrist (* 1919)
- 16. September: Trude Lieske, deutsche Sängerin (Soubrette) und Schauspielerin (* 1899)
- 17. September: Hans Franzen, deutscher Opernsänger (Bass) (* 1935)
- 17. September: Baligh Hamdi, ägyptischer Komponist (* 1932)
- 19. September: András Mihály, ungarischer Komponist (* 1917)
- 22. September: Maurice Abravanel, US-amerikanischer Dirigent (* 1903)
- 22. September: Klaus Martin Ziegler, deutscher Chorleiter, Organist und Kirchenmusiker (* 1929)
- 23. September: Bruce Ferden, US-amerikanischer Dirigent sowie Generalmusikdirektor (* 1949)
- 24. September: Ian Stuart Donaldson, britischer Sänger der neonazistischen Band Skrewdriver (* 1957)
- 26. September: J. R. Monterose, US-amerikanischer Jazzmusiker (Tenor- und Sopransaxophonist) (* 1927)
- 27. September: Agnes Jama, niederländische Pianistin und Komponistin (* 1911)
- 27. September: Fraser MacPherson, kanadischer Jazzmusiker (* 1928)
- 30. September: Alfred Baum, Schweizer Komponist, Pianist und Organist (* 1904)
- 30. September: Floyd Campbell, US-amerikanischer Jazzmusiker (Schlagzeug, Gesang) und Bandleader (* 1901)
- 30. September: Hans Jönsson, deutscher Film-, Fernseh- und Hörspielkomponist sowie Dirigent (* 1913)

### Oktober
- 02. Oktober: Ahmed Abdul-Malik, US-amerikanischer Jazzmusiker (* 1927)
- 03. Oktober: Wolfgang Oehms, deutscher Organist (* 1932)
- 04. Oktober: Varetta Dillard, US-amerikanische Rhythm-and-Blues-Sängerin (* 1933)
- 05. Oktober: Roberto Florio, argentinischer Tangosänger (* 1929)
- 10. Oktober: Catherine Collard, französische Pianistin und Musikpädagogin (* 1947)
- 11. Oktober: Yvar Mikhashoff, US-amerikanischer Pianist (* 1941)
- 11. Oktober: Jess Thomas, amerikanischer Opernsänger (Heldentenor) (* 1927)
- 12. Oktober: Hans Kummerer, österreichischer Komponist von Blasmusik (* 1914)
- 15. Oktober: Marianne Dirks, deutsche Musikpädagogin und Frauenrechtlerin (* 1913)
- 16. Oktober: Sylvère Caffot, französischer Komponist (* 1903)
- 17. Oktober: Criss Oliva, US-amerikanischer Metal-Gitarrist (* 1963)
- 18. Oktober: Bernd Baselt, deutscher Musikwissenschaftler (* 1934)
- 23. Oktober: Ulf Björlin, schwedischer Komponist, Arrangeur und Dirigent (* 1933)
- 26. Oktober: Harold Rome, US-amerikanischer Komponist und Texter (* 1908)
- 26. Oktober: Peeter Lilje, estnischer Dirigent (* 1950)
- 28. Oktober: Louise de Montel, niederländische Sängerin (* 1926)
- 30. Oktober: Bob Atcher, US-amerikanischer Country-Sänger (* 1914)

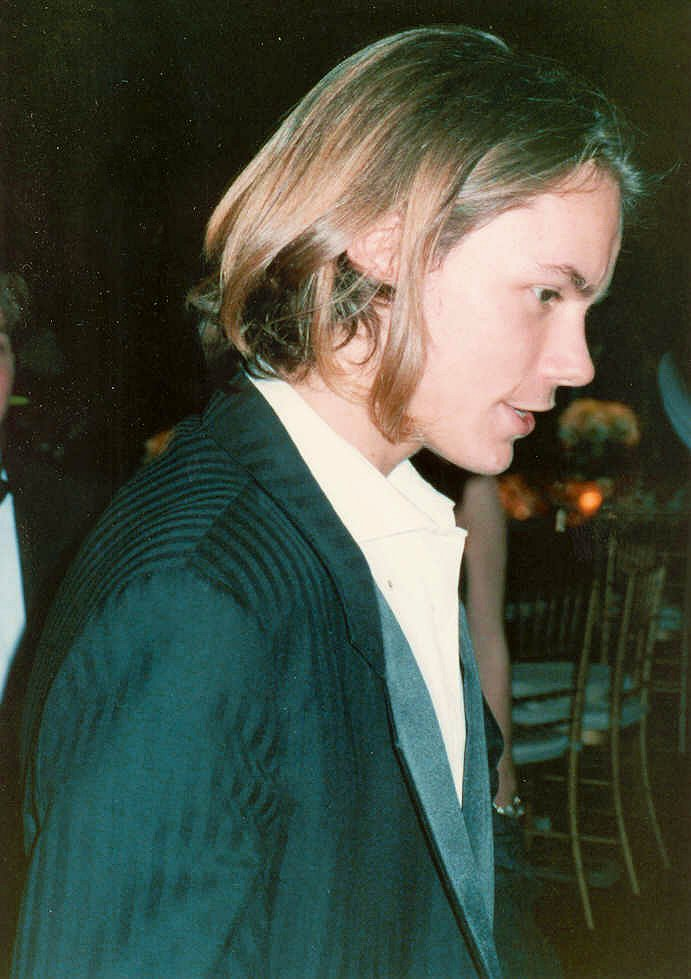
River Phoenix; † 31. Oktober

- 31. Oktober: River Phoenix, US-amerikanischer Schauspieler und Musiker (* 1970)
- 31. Oktober: Erich Romanovsky, österreichischer Komponist und Organist (* 1929)

### November
- 03. November: Leon Theremin, sowjetischer Physiker und Musiker (* 1896)
- 04. November: Elvira De Grey’s, argentinische Tangosängerin (* 1926)
- 05. November: Tönne Vormann, deutscher Maler, Radierer, Sänger, Autor und Hörspielsprecher (* 1902)
- 06. November: Siegfried Bethmann, deutscher Komponist und Arrangeur (* 1915)
- 06. November: Torsten Fenslau, Disc Jockey und Musikproduzent (* 1964)
- 07. November: Adelaide Hall, US-amerikanische Jazzsängerin (* 1901)
- 08. November: Dick Cathcart, US-amerikanischer Dixieland Jazztrompeter, Sänger und Schauspieler (* 1924)
- 09. November: Stanley Myers, britischer Komponist (* 1930)
- 10. November: Peter Wallfisch, britischer Pianist (* 1924)
- 11. November: Erskine Hawkins, US-amerikanischer Jazzmusiker (Trompeter), Arrangeur und Bandleader (* 1914)
- 11. November: Olavi Pesonen, finnischer Komponist (* 1909)
- 15. November: Jaan Koha, estnischer Komponist (* 1929)
- 15. November: Leocadio Vizcarrondo, puerto-ricanischer Musiker, Arrangeur und Komponist (* 1906)
- 16. November: Lucia Popp, slowakische Opernsängerin (Sopran) (* 1939)
- 17. November: Teddy Powell, US-amerikanischer Sänger, Komponist und Bigbandleader (* 1905)
- 18. November: Arvid Fladmoe, norwegischer Geiger, Dirigent und Musikpädagoge (* 1915)
- 22. November: Anthony Burgess, britischer Schriftsteller und Komponist (* 1917)
- 22. November: Tatjana Petrowna Nikolajewa, sowjetische Pianistin und Komponistin (* 1924)
- 22. November: Karl Scheit, österreichischer Gitarrist, Lautenist, Komponist, Musiknotenherausgeber und Musikpädagoge (* 1909)
- 24. November: Albert Collins, US-amerikanischer Blues-Gitarrist und Sänger (* 1932)
- 25. November: Eladio Blanco, argentinischer Bandeon-Spieler, Komponist und Orchesterleiter (* 1913)
- 25. November: Helmuth Sommer, deutscher Komponist und Musikpädagoge (* 1911)
- 26. November: César Guerra-Peixe, brasilianischer Komponist (* 1914)
- 26. November: Bernardo Segall, US-amerikanischer Pianist und Filmkomponist (* 1911)
- 27. November: Fritz Thelen, deutscher Musikdirektor, Musikpädagoge, Komponist und Professor (* 1906)
- 28. November: Camillo Togni, italienischer Komponist, Pianist und Musikpädagoge (* 1922)
- 28. November: Bruce Turner, britischer Jazzsaxophonist, Klarinettist und Bandleader (* 1922)
- 29. November: Alan Clare, britischer Jazz- und Unterhaltungsmusiker (Piano, Komposition) (* 1921)
- 30. November: David Houston, US-amerikanischer Country-Sänger und -Songschreiber (* 1938)

### Dezember
- 01. Dezember: Ray Gillen, US-amerikanischer Hard-Rock-Sänger (* 1959)
- 04. Dezember: Wolfgang Steffen, deutscher Komponist von E-Musik (* 1923)

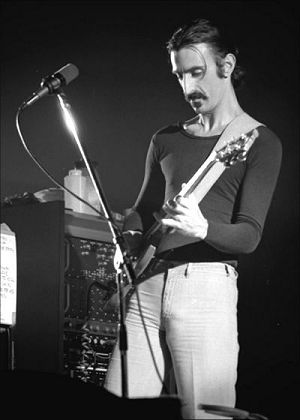
Frank Zappa; † 4. Dezember

- 04. Dezember: Frank Zappa, US-amerikanischer Musiker und Komponist (* 1940)
- 05. Dezember: Ude Nissen, deutscher Dirigent (* 1921)
- 09. Dezember: Carter Jefferson, US-amerikanischer Jazzsaxophonist (* 1945)
- 10. Dezember: Alice Tully, US-amerikanische Mäzenin und Opernsängerin (Sopran) (* 1902)
- 11. Dezember: Heorhij Tkatschenko, ukrainischer Kobsar, Architekt und Maler (* 1898)
- 12. Dezember: Eitelfriedrich Thom, deutscher Dirigent und Musikwissenschaftler (* 1933)
- 13. Dezember: Ghasisa Schubanowa, kasachische Komponistin (* 1927)
- 14. Dezember: Günter Boas, deutscher Jazz- und Bluesmusiker (Pianist, Bluessänger, Jazzjournalist und Organisator) (* 1920)
- 14. Dezember: Hans-Georg Burghardt, deutscher Musikwissenschaftler und Komponist (* 1909)
- 16. Dezember: Charizma, US-amerikanischer Rapper (* 1973)
- 16. Dezember: Mathieu Lamberty, belgisch-luxemburgischer Komponist, Dirigent und Organist (* 1911)
- 19. Dezember: Michael Clarke (Schlagzeuger), US-amerikanischer Schlagzeuger (* 1946)
- 21. Dezember: Dirtsman, jamaikanischer Dancehall-Musiker (* 1966)
- 21. Dezember: Moje Forbach, deutsche Opernsängerin (Sopran) und Schauspielerin (* 1898)
- 21. Dezember: Iwan Semjonowitsch Koslowski, sowjetischer Opernsänger (Tenor) (* 1900)
- 21. Dezember: Carlos Posada Amador, kolumbianischer Komponist, Musikpädagoge und Hochschullehrer (* 1908)
- 24. Dezember: Wolfgang Roeder, deutscher Sänger und Humorist (* 1926)
- 25. Dezember: Blandine Ebinger, deutsche Schauspielerin, Chansonsängerin und Liedermacherin (* 1899)
- 25. Dezember: Ann Ronell, US-amerikanische Komponistin und Texterin (* 1906 oder 1908)
- 29. Dezember: Yvonne Desportes, französische Komponistin (* 1907)
- 30. Dezember: Sonny Costanzo, US-amerikanischer Jazzposaunist und Bigband-Leader (* 1932)
- 30. Dezember: Mack David, US-amerikanischer Liedtexter und Komponist von Filmmusik (* 1912)
- 30. Dezember: Arthur Rollini, US-amerikanischer Jazz- und Unterhaltungsmusiker (Tenorsaxophon und Klarinette) (* 1912)
- 31. Dezember: Fred Kronström, deutscher Schauspieler und Sänger (* 1899)

### Genaues Todesdatum unbekannt
- Arthur Apelt, deutscher Dirigent und Generalmusikdirektor (* 1907)
- William Gillock, US-amerikanischer Musiker (* 1917)
- Nissar Hussain Khan, indischer Sänger (* 1909)
- Kosta Lukács, ungarischer Jazzmusiker (Gitarre, Komposition) (* 1943)
- Nelly Mele Lara, venezolanische Komponistin (* 1922)
- Christopher Ngcukana, südafrikanischer Jazzmusiker (Tenor- und Baritonsaxophon, Trompete, Komposition) und Bandleader (* 1927)
- Benoît Quersin, belgischer Jazzbassist und Musikethnologe (* 1927)
- Cornell Smelser, US-amerikanischer Jazzakkordeonist und Komponist (* 1902)